# Shin Saimdang
Shin Saimdang (師 任 堂 堂, 29 d'octubre de 1504 - 17 de maig de 1551) fou una artista, escriptora, cal·lígrafa i poeta coreana. Era mare de l'erudit confucià coreà Yi I. Se la sol presentar com un model d'ideals confucians. El seu sobrenom respectuós era Eojin Eomeoni (어진 어머니, 'Mare Sàvia'). El seu nom real es creu que era Shin Insun (신인선 In Seon). Els seus pseudònims eren Saim, Saimdang, Inimdang i Imsajae.

## Vida
Shin Saimdang va nàixer i créixer a Gangneung, a la llar dels seus iaios materns. Son pare, Shin Myeonggwa (申命 和), era un funcionari del govern, amic de l'erudit Jo Gwangjo, però no era políticament actiu. Sa mare era la dama Yi, filla de Yi Saon (李思 溫); la dama Yi continuà vivint amb sos pares després del seu matrimoni. Saimdang era la segona de cinc filles. El seu avi matern l'educà com si fos un home. En créixer en aquesta atmosfera, Shin Saimdang, a més de la literatura i la poesia, conreà la cal·ligrafia, el brodat i la pintura.
Als 19 anys, es casà amb el comandant Yi Wonsu (李元秀). Acompanyà el seu marit als seus llocs oficials a Seül i a ciutats rurals, per això nasqué Yi I a Gangneung. Shin Saimdang va morir sobtadament després de mudar-se a la regió de Pyongan a l'edat de 48 anys.
Saimdang cultivà el seu talent malgrat la rígida societat confuciana de l'època, gràcies a una llar poc convencional. Com que no tenia germans, rebé una educació que només es donava a un fill, i això influí en la manera en què educà els seus fills.
Actualment s'està recuperant el coneixement de la seva obra i els seus assoliments.

## En la cultura moderna

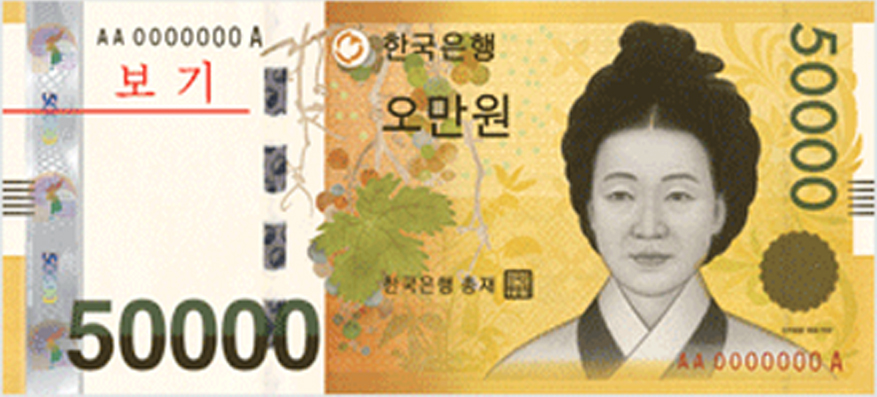
Shin Saimdang
Hangul - 신사임당

- Shin Saimdang és la primera dona que apareix en un bitllet de banc de Corea del Sud, el de 50.000 ₩, emés per primera vegada al juny de 2009.[5]
- Interpretada per Lee Young-ae en la sèrie de televisió de la SBS Saimdang, Diari de llum.[6]
- El 510é aniversari del seu naixement es commemorà amb un doodle.[7]

## Galeria d'imatges

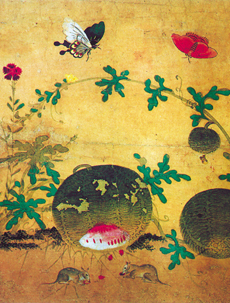
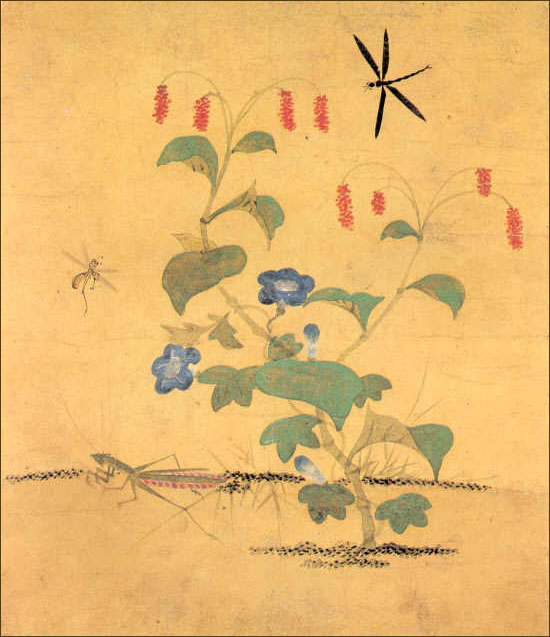
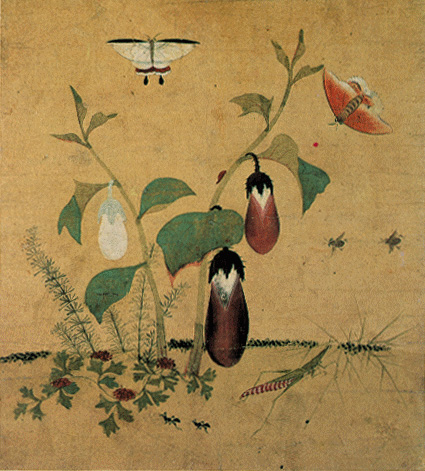